# 노벨 위원회

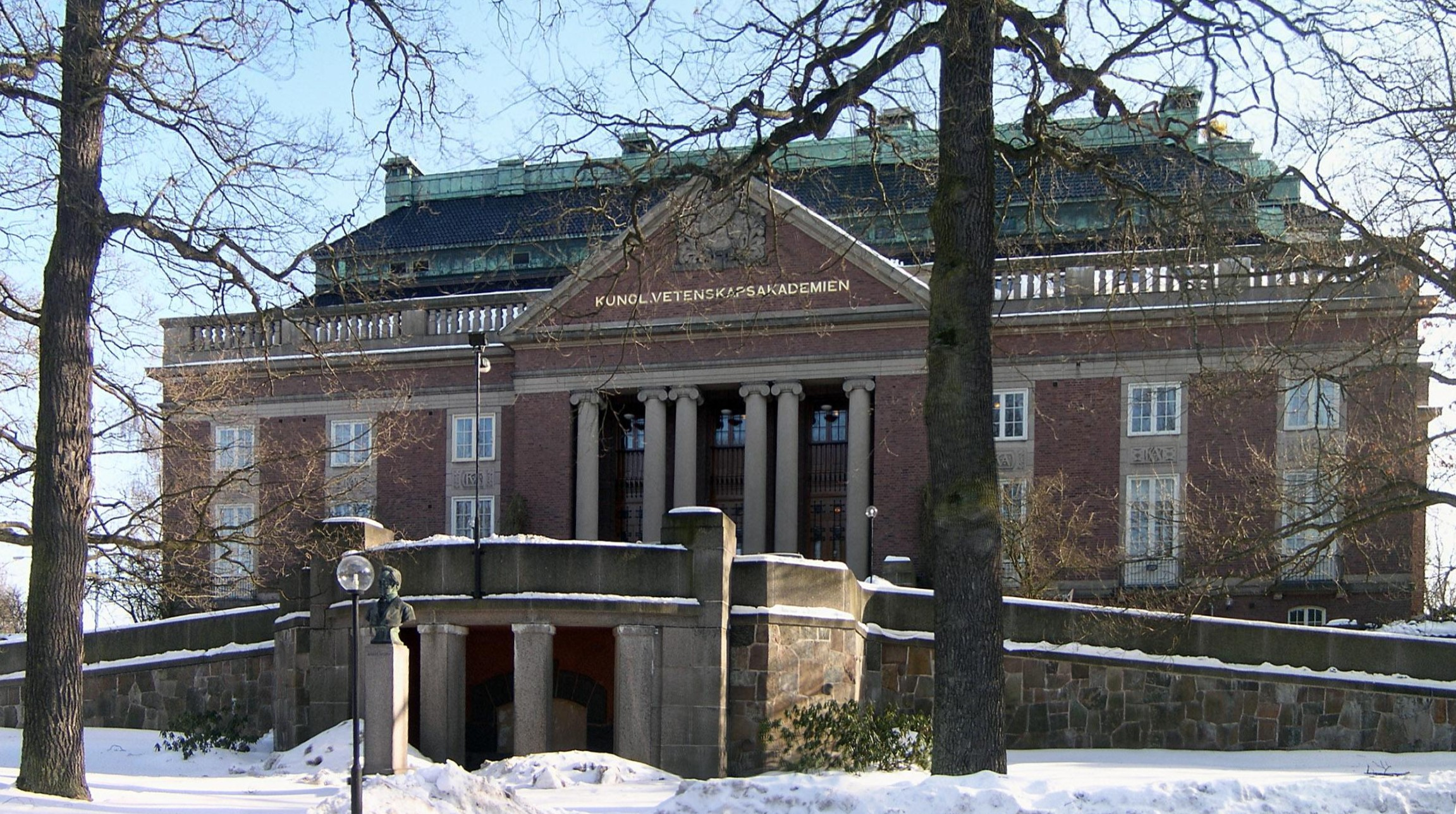
노벨상 위원회 중 물리학상 위원회와 화학상 위원회, 경제학상 위원회는 스웨덴 왕립과학원에 있다.

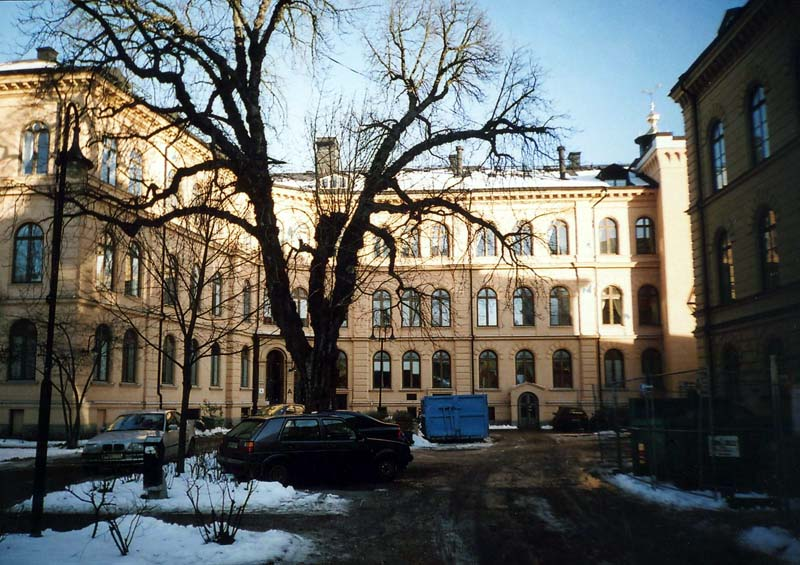
노벨 생리의학 위원회는 카롤린스카 연구소에 있다.

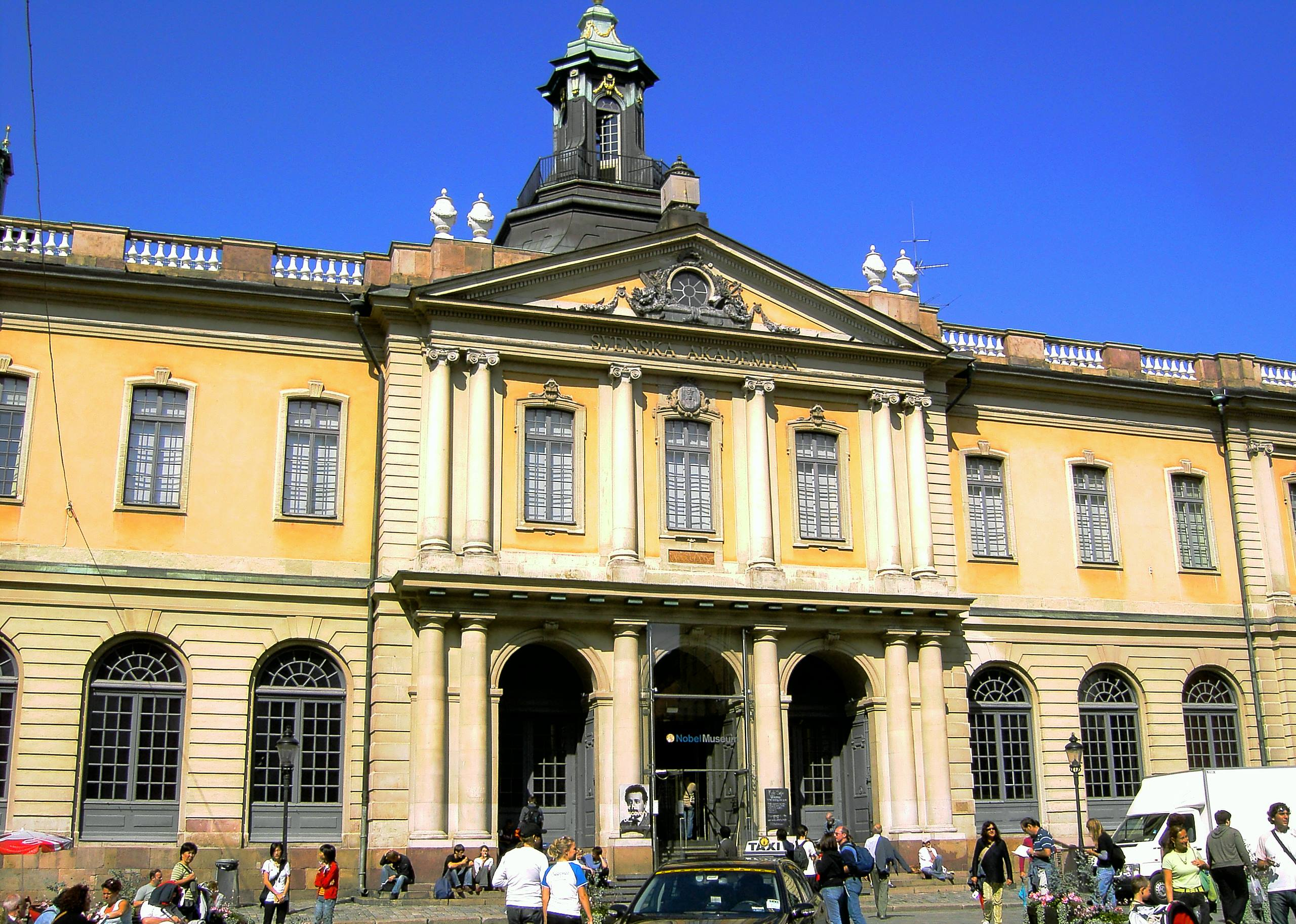
노벨 문학 위원회는 스웨덴 아카데미에 있다.

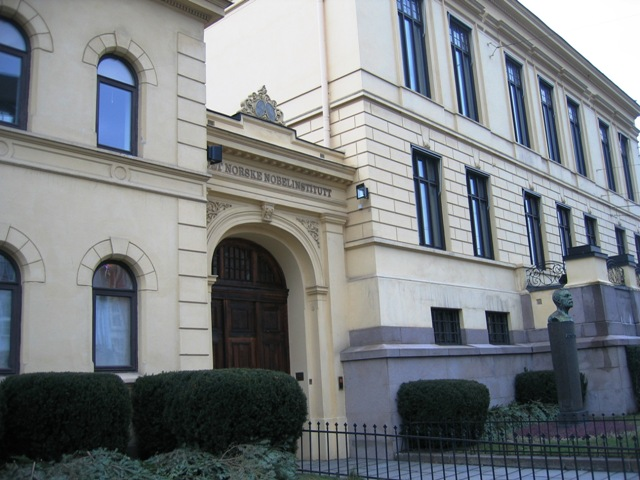
노르웨이 의회에 의하여 임명되는 노르웨이 노벨 위원회는 노르웨이 노벨 연구소 형태의 자체 지원 기관을 보유하고 있다.

노벨 위원회는 노벨상 수상자 선정과 관련된 대부분의 업무를 담당하는 실무 기관이다. 물리학, 화학, 생리의학, 문학, 평화 등 각 노벨상 부문마다 하나씩 총 5개의 노벨 위원회가 있다.
이들 위원회 중 4개(물리학, 화학, 생리학·의학 및 문학 부문 수상)는 노벨상 수여 기관인 스웨덴 왕립과학원(물리학, 화학), 카롤린스카 연구소(생리의학상) 및 스웨덴 아카데미(문학상) 내의 실무 기관이다.
이들 4개의 노벨위원회는 수상자만 추천하고, 최종 결정은 더 큰 규모의 총회에서 내려지는데, 총회는 물리학, 화학, 문학상을 수여하는 학회 전체와 생리의학상을 수여하는 카롤린스카 연구소 노벨 총회의 회원 50명으로 구성된다.
마지막 다섯 번째 노벨위원회는 노벨 평화상을 주관하는 노르웨이 노벨 위원회이다. 이 위원회는 노벨 평화상을 위한 실무 기관이자 결정 기관으로 기타의 노벨 위원회와는 다른 지위를 갖는다.

## 같이 보기
- 노벨 문학 위원회
- 노벨 물리학 위원회
- 노벨 화학 위원회
- 노벨 생리의학 위원회
- 노르웨이 노벨 위원회
- 경제과학상 위원회
- 노벨상 논란